# Blauw sneeuwhoen
Het blauw sneeuwhoen (Dendragapus obscurus) is een vogel uit de familie fazantachtigen (Phasianidae). De wetenschappelijke naam van de soort is voor het eerst geldig gepubliceerd in 1823 door Say.

## Voorkomen
De soort komt voor van het zuiden van Yukon tot het midden van Colorado en telt vier ondersoorten:
- D. o. richardsonii: van zuidelijk Yukon (Canada) tot Idaho, noordwestelijk Wyoming en westelijk Montana.
- D. o. pallidus: van zuidoostelijk Brits-Columbia tot noordoostelijk Oregon en westelijk Wyoming.
- D. o. oreinus: oostelijk Nevada, zuidelijk Idaho en westelijk Utah.
- D. o. obscurus: van Wyoming tot New Mexico en Arizona.

## Beschermingsstatus
De totale populatie wordt geschat op 200 duizend volwassen vogels. Op de Rode Lijst van de IUCN heeft de soort de status niet bedreigd.